# Branden Carlson
Branden Carlson (South Jordan, Utah; 14 de junio de 1999) es un baloncestista estadounidense que pertenece a la plantilla de los Oklahoma City Thunder de la NBA. Con 2,13 metros de estatura, juega en la posición de pívot.

## Trayectoria deportiva

### Universidad
Jugó cinco temporadas con los Utes de la Universidad de Utah, en las que promedió 12,9 puntos, 5,8 rebotes, 1,2 asistencias y 1,7 tapones por partido. En sus dos últimas temporadas fue incluido en el mejor quinteto de la Pac-12 Conference, y se convirtió en el líder de tapones de todos los tiempos para Utah durante una derrota en casa ante Arizona State, terminando finalmente la temporada con 241 tapones.

#### Estadísticas
| Año     | Equipo | PJ  | PT  | MPP  | %TC  | %3P  | %TL  | RPP | APP | ROB | TPP | PPP  |
| ------- | ------ | --- | --- | ---- | ---- | ---- | ---- | --- | --- | --- | --- | ---- |
| 2019–20 | Utah   | 30  | 29  | 20.9 | .549 | .231 | .622 | 3.9 | .8  | .3  | 1.4 | 7.0  |
| 2020–21 | Utah   | 25  | 21  | 23.4 | .551 | .500 | .609 | 4.6 | .7  | .2  | 1.7 | 9.4  |
| 2021–22 | Utah   | 24  | 23  | 26.0 | .510 | .309 | .818 | 6.0 | 1.1 | .3  | 1.6 | 13.6 |
| 2022–23 | Utah   | 31  | 31  | 29.1 | .495 | .331 | .774 | 7.5 | 1.5 | .3  | 2.0 | 16.3 |
| 2023–24 | Utah   | 36  | 36  | 29.6 | .501 | .379 | .714 | 6.6 | 1.6 | .4  | 1.5 | 17.0 |
| Total   | Total  | 146 | 140 | 26.1 | .513 | .354 | .728 | 5.8 | 1.2 | .3  | 1.7 | 12.9 |

### Profesional
Tras no ser elegido en el Draft de la NBA de 2024, firmó un contrato dual con los Toronto Raptors el 4 de julio de 2024, uniéndose al antiguo Ute Jakob Pöltl.  Sin embargo, fue despedido el 19 de octubre. Nueve días más tarde se uniría a su filial, los Raptors 905.
El 16 de noviembre, tras las lesiones de Isaiah Hartenstein, Chet Holmgren y Jaylin Williams, fichó por los Oklahoma City Thunder. Fue despedido el 7 de enero de 2025, pero tres días más tarde firmó de nuevo con los Thunder un contrato por diez días. El 22 de junio de 2025 se proclamó campeón de la NBA por primera vez en su carrera tras vencer a Indiana Pacers en la Final de la NBA (4-3).

## Estadísticas de su carrera en la NBA
|  | Denota temporadas en las que su equipo fue Campeón de la NBA |

### Temporada regular
| Año     | Equipo        | PJ | PT | MPP | %TC  | %3P  | %TL  | RPP | APP | ROB | TPP | PPP |
| ------- | ------------- | -- | -- | --- | ---- | ---- | ---- | --- | --- | --- | --- | --- |
| 2024-25 | Oklahoma City | 32 | 0  | 7.7 | .443 | .333 | .778 | 1.7 | .4  | .2  | .7  | 3.8 |
| Total   | Total         | 32 | 0  | 7.7 | .443 | .333 | .778 | 1.7 | .4  | .2  | .7  | 3.8 |